# Унковский, Семён Яковлевич
Семён Яковлевич Унковский (1788—1882) — соратник и близкий друг адмирала М. П. Лазарева, под командованием которого участвовал в 1813—1816 годах в четвёртом российском кругосветном плавании на шлюпе «Суворов»; отец Ивана Семёновича Унковского

## Биография
Происходил из дворян Новгородской губернии. Родился 12 (23) марта 1788 года в селе Абатурово Тихвинского уезда Новгородской губернии.
Окончил Морской кадетский корпус; гардемарином отправлен на службу в английский флот, участвовал в ряде морских сражений. В 1806 году, находясь на испанском призовом судне, был взят в плен французами. После Тильзитского мира в 1808 году вернулся на родину; произведен в мичманы. В 1809 году участвовал в сражении со шведами. В 1812—1813 годах, будучи лейтенантом, снова плавал к Англии.
В 1813—1816 годах вместе со своим другом, будущим адмиралом М. П. Лазаревым, совершил кругосветное плавание на шлюпе Российско-американской компании «Суворов».
12 декабря 1817 года за участие в 18 морских кампаниях С. Я. Унковский был награждён орденом Св. Георгия 4-й степени.
В 1818 году Унковский вышел в отставку капитан-лейтенантом. По духовному завещанию от 7 марта 1817 года от тётки Авдотьи Петровны Унковской он получил в наследство имение Колышево (Колыщево) возле Воротынска Перемышльского уезда Калужской губернии, ставшее родовым гнездом Унковских. Женившись, 6 июля 1817 года, на Варваре Михайловне Белкиной, он поселился в родовом имении, где написал воспоминания о кругосветном путешествии.
Однако нужды большой семьи (Унковские имели десять детей) вынудили его снова поступить, в 1824 году, на службу — на сей раз гражданскую. Сначала он был назначен чиновником для особых поручений при губернаторе, а затем, с 1832 года — директором училищ Калужской губернии, а с 1833 года стал директором Калужской Николаевской мужской гимназии.
Директор Московского дворянского института (с 1834), почётный попечитель Калужской гимназии (1842—1851), калужский губернский предводитель дворянства (1854—1856).
За свою работу на поприще народного образования С. Я. Унковский был награждён орденом Св. Анны 2-й степени с императорской короной.
В 1860 году в селе С. Я. Унковского Козлово, близ Калуги, на его средства был отремонтирован храм в честь Собора Пресвятой Богородицы.
Умер 24 ноября (6 декабря) 1882 года в своём доме в Калуге (современный адрес — улица Космонавта Пацаева, д. 4). «…Тело его предано земле в монастыре Св. Лаврентия. В печальной процессии участвовал батальон 5-го Киевского гренадерского полка со знаменем и оркестром музыки для отдания воинской почести покойному как Георгиевскому кавалеру».
В 1887 году В. Истомин в журнале «Русский архив» писал о нём: 

Это была личность, выходившая из общего уровня, как по умственным способностям образования, так и по нравственным качествам. Талантливый педагог, он имел самое благотворное влияние на руководимое заведение, но, к сожалению, оставался в нём недолго; разошедшись во взглядах по одному серьёзному вопросу с попечителем учебного округа, он вышел в отставку…

## Семья
Жена, с 6 июля 1817 года, Варвара Михайловна Белкина (29.06.1794—25.05.1853). Происходила из дворянского рода Белкиных Смоленской губернии; была похоронена в Калужском Лаврентьевском монастыре. В имении Колышево родились все дети Унковских:
- Михаил (1818—1863)
- Фёдор (1821—1863)
- Иван (1822—1886)
- Пётр (1823—1853)
- Вера (1824—?)
- Александр (1825—1900)
- Евдокия (1827—1887)
- Яков (1828 — после 1892)
- Сергей (1829—1904)
- Дмитрий (1831—1901)

Внук — Семён Иванович Унковский — был женат на дочерях основателя русской скрипичной школы Льва Семёновича Ауэра Зое и Марии.
Правнуки — актёры Миша Ауэр и Михаил Семёнович Унковский (1904—1940), выпускник театральной студии имени Ермоловой (1925), с 1929 года — артист студии Хмелёва в Москве (театра-студии имени М. Н. Ермоловой), муж народной артистки РСФСР Эды Урусовой; умер в Севвостоклаге на Колыме. Правнучка — филолог Екатерина Дмитриевна Теннер-Мейсельман (1902—1977) — была замужем за историком японского театра, этнографом А. Д. Мейсельманом.